# Quận Ben Hill, Georgia
Quận Ben Hill là một quận trong tiểu bang Georgia, Hoa Kỳ. Quận lỵ đóng ở thành phố Fitzgerald 6. Theo điều tra dân số năm 2000 của Cục điều tra dân số Hoa Kỳ, quận có dân số 17.484 người 2.

## Địa lý
Theo Cục điều tra dân số Hoa Kỳ, quận có tổng diện tích 254 dặm vuông (658 km ²), trong đó, 252 dặm vuông (652 km ²) là đất và 2 dặm vuông (6 km ²) của nó (0,88%) là diện tích mặt nước. 

## Thông tin nhân khẩu
Theo điều tra dân số 2 năm 2000, quận đã có 17.484 người, 6.673 hộ, và 4.631 gia đình sống trong quận. Mật độ dân số là 69 người cho mỗi dặm vuông (27/km ²). Có 7.623 đơn vị nhà ở với mật độ trung bình là 30 cho mỗi dặm vuông (12/km ²). Cơ cấu chủng tộc của quận gồm 63,25% người da trắng, 32,64% da đen hay Mỹ gốc Phi, 0,21% người Mỹ bản xứ, 0,28% người châu Á, 2,85% từ các chủng tộc khác, và 0,77% từ hai hoặc nhiều chủng tộc. 4,58% dân số là người Hispanic hay Latino thuộc chủng tộc nào.
Có 6.673 hộ, trong đó 33,20% có trẻ em dưới 18 tuổi sống chung với họ, 47,20% là các cặp vợ chồng sống với nhau, 17,40% có chủ hộ là nữ không có mặt chồng, và 30,60% là không lập gia đình. 26,70% của tất cả các hộ gia đình đã được tạo thành từ các cá nhân và 11,90% có người sống một mình 65 tuổi trở lên đã được người. Bình quân mỗi hộ là 2,57 và cỡ gia đình trung bình là 3,09.
Độ tuổi dân cư quận với 27,50% ở độ tuổi dưới 18, 9,70% 18-24, 27,00% 25-44, 22,50% 45-64, và 13,30% 65 tuổi trở lên. Tuổi trung bình là 35 năm. Cứ mỗi 100 nữ có 91,80 nam giới. Cứ mỗi 100 nữ 18 tuổi trở lên, đã có 88,00 nam giới.
Thu nhập trung bình cho một hộ gia đình trong quận đã được $ 27.100, và thu nhập trung bình cho một gia đình là $ 33,023. Nam giới có thu nhập trung bình $ 26.750 so với 19.547 $ cho phái nữ. Thu nhập bình quân đầu người của dân cư quận đạt $ 14.093. 22,30% dân số và 18,70% của các gia đình sống dưới mức nghèo khổ. Trong tổng số người dân sống trong nghèo đói, 33,30% là ở độ tuổi dưới 18 và 17,60% là 65 tuổi trở lên. 